# ジャン＝ピエール・ダンタン

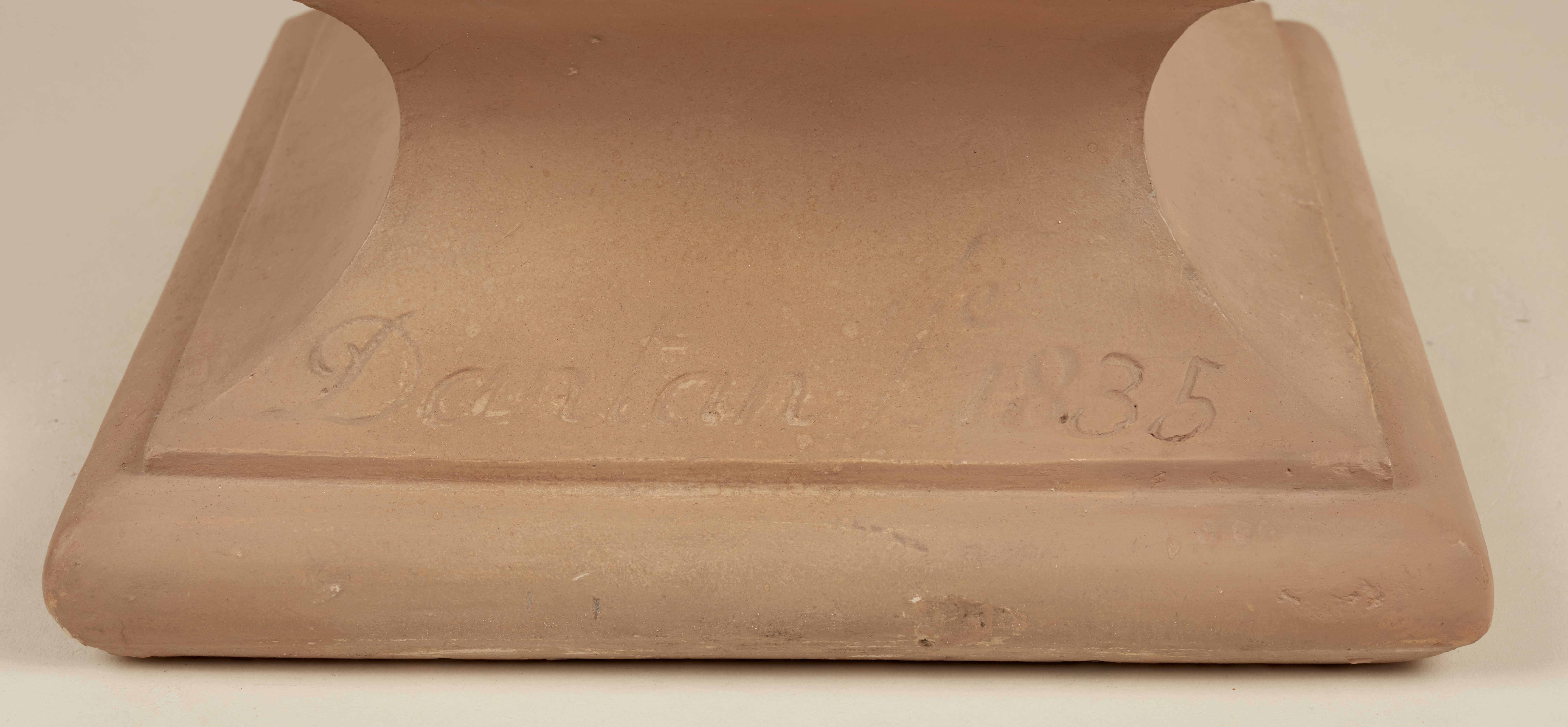
ベッリーニの彫刻に彫られたダンタンのサイン（左）

ジャン＝ピエール・ダンタン（Jean-Pierre Dantan、1800年12月28日 - 1869年9月6日）はフランスの彫刻家である。多くの有名な人物の胸像を制作し、室内に飾るためのてごろな価格の胸像を制作し販売した。人物の特徴を誇張した彫刻を制作し、カリカチュアも描き出版した。彫刻家の兄、アントワーヌ・ローラン・ダンタン（Antoine Laurent Dantan: 1798-1878、別名 Dantan l'Aîné）と区別するために、「若い方のダンタン( Dantan le Jeune)」とも呼ばれる。

## 略歴
パリで、装飾彫刻の職人の息子に生まれた。兄と同じように父親の仕事を学んだ後、1823年に兄とともにパリのエコール・デ・ボザールで、彫刻家のフランソワ・ジョゼフ・ボジオに学んだ
。兄のアントワーヌ・ローラン・ダンタンは1828年にローマ賞を受賞するなど、美術界での評価は兄のほうが華々しかった。ジャン＝ピエール・ダンタンもサロン・ド・パリに出展し、1831年には2等のメダルを受賞した。
小型で室内に飾れるサイズの有名な人物の胸像を石膏やブロンズで作って販売して成功した。有名な人物の特徴を誇張した胸像も制作し、人気を得た。パリのパサージュ・デ・パノラマに、彫刻やカリカチュアの版画を展示し販売する場所、通称「ダントン美術館（musée Dantan）」を開いた。
19世紀前半のフランスは挿絵入り風刺新聞「ラ・カリカチュール」や「ル・シャリヴァリ」が創刊され、カリカチュアに人気が生まれていて、ダンタンのカリカチュアはオノレ・ドーミエといった画家にも影響を与えた。
1841年にレジオンドヌール勲章（シュヴァリエ）を受勲した。ドイツの保養地、バーデン＝バーデンで68歳で死去した。
兄の息子、エドゥアール・ジョゼフ・ダンタン(Édouard Joseph Dantan: 1848–1897) も人気のある画家になった。

## 作品

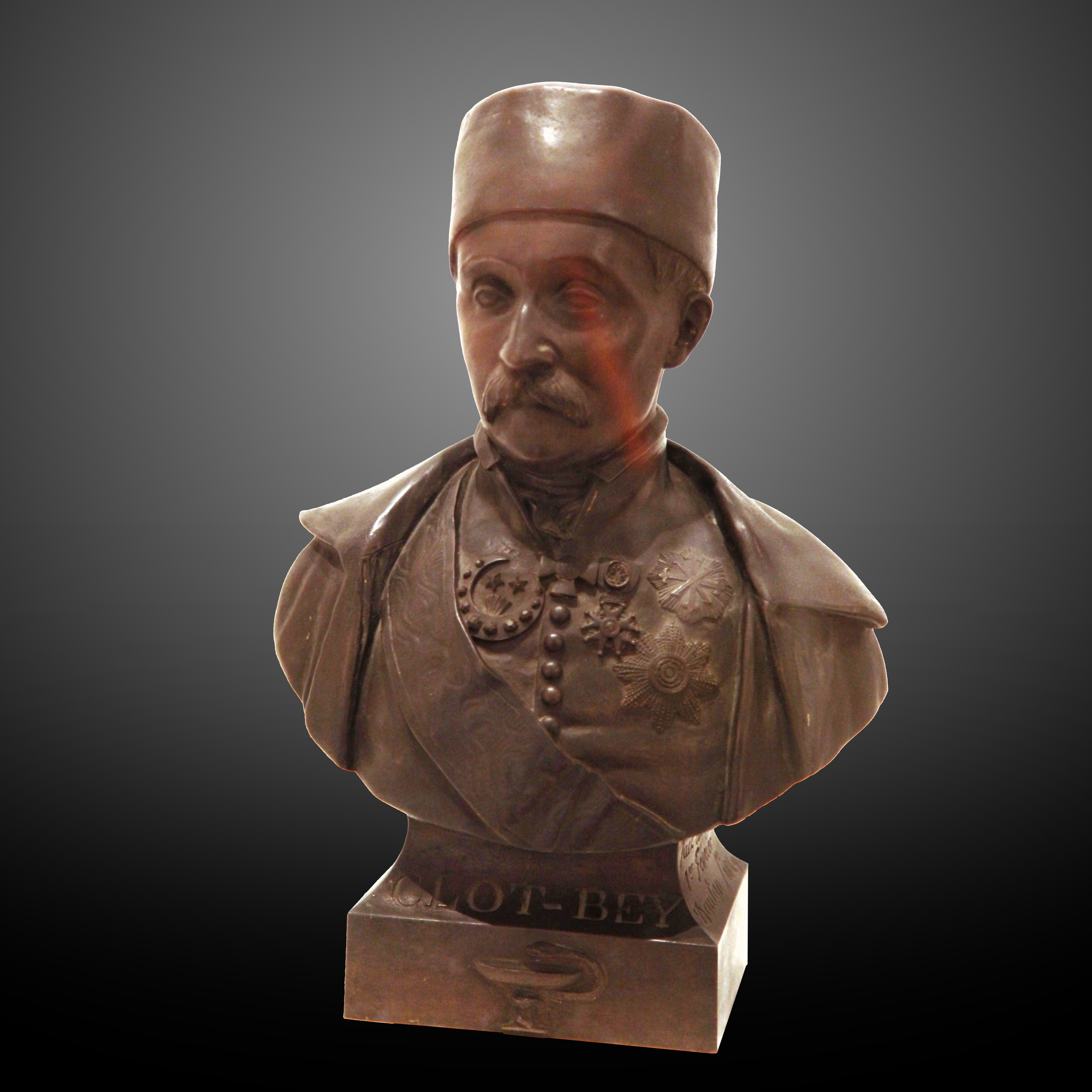
Antoine Clot-医師
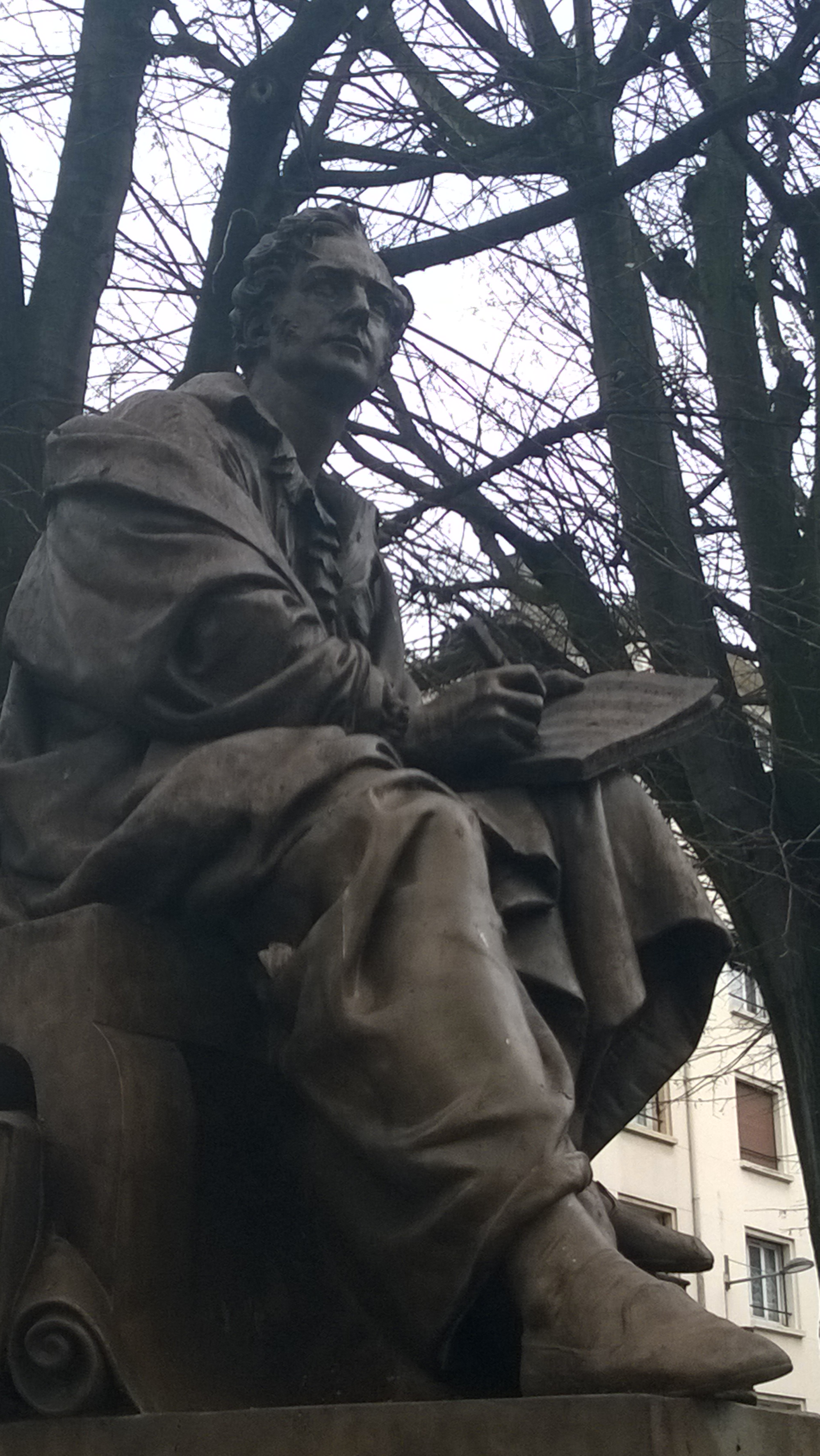
フランソワ＝アドリアン・ボイエルデュー、ルーアンの記念碑
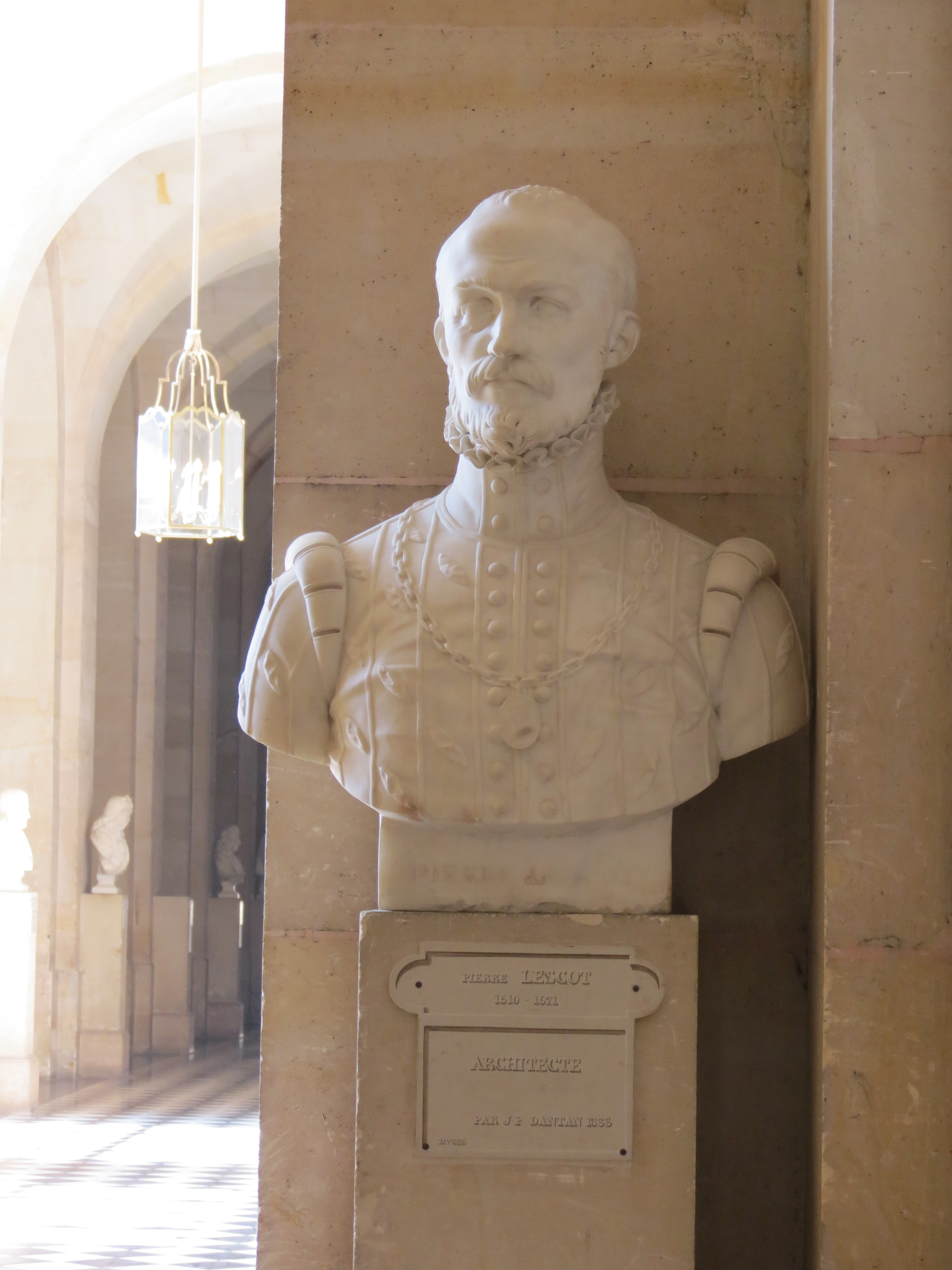
ピエール・レスコ-建築家
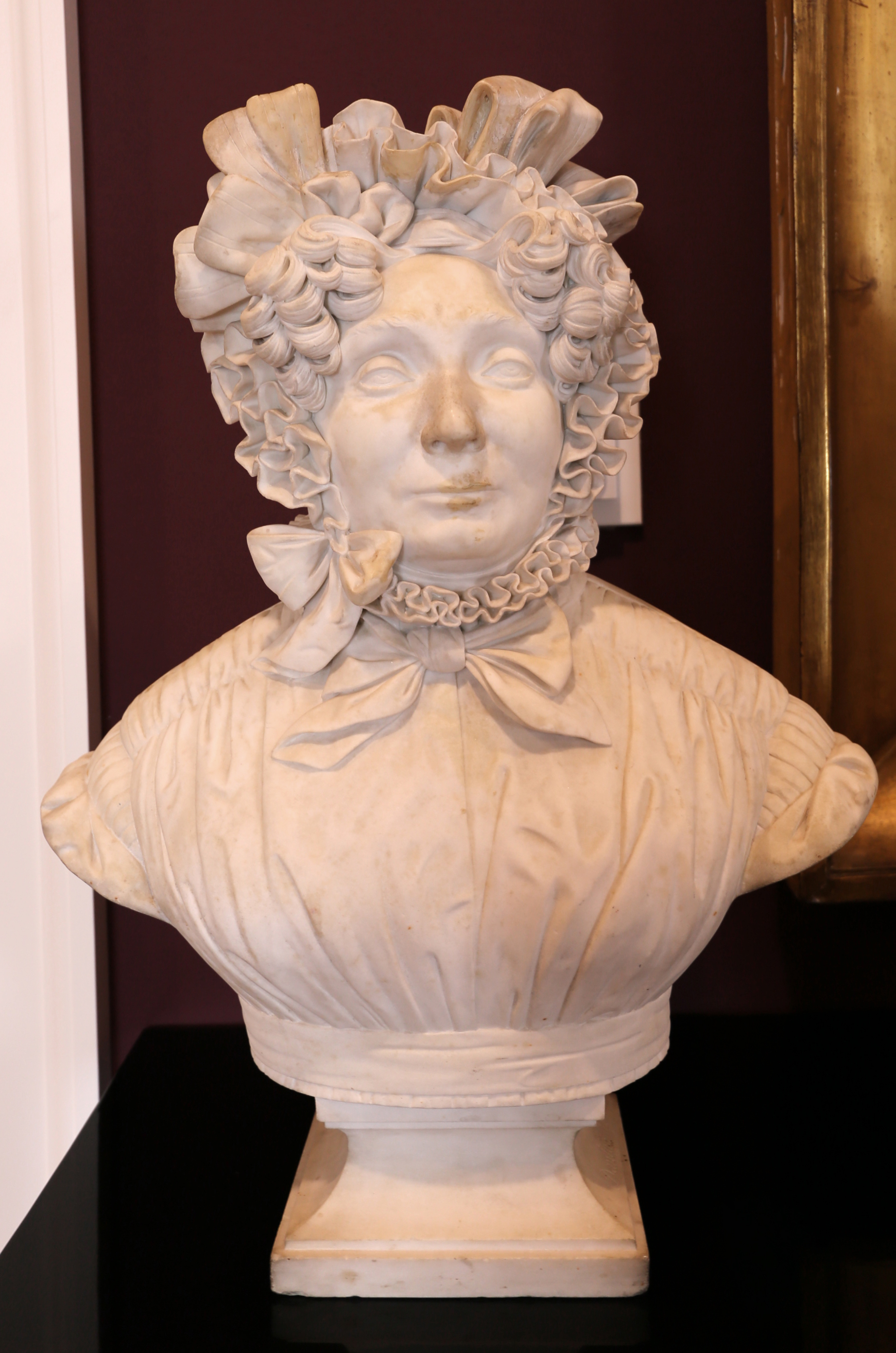
帽子をかぶった女性の胸像

### カリカルチャ

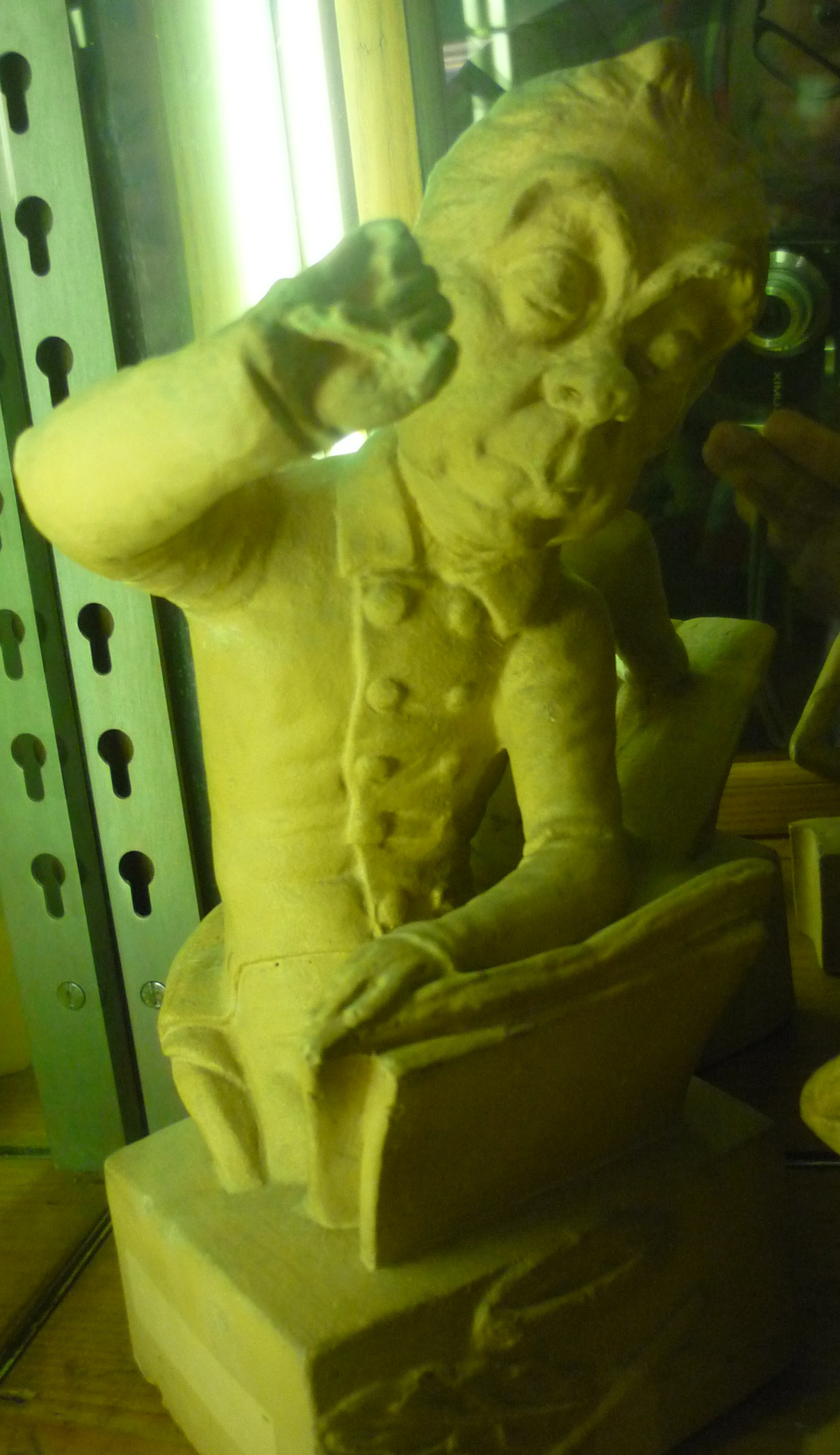
フィリップ・ミュザール-作曲家
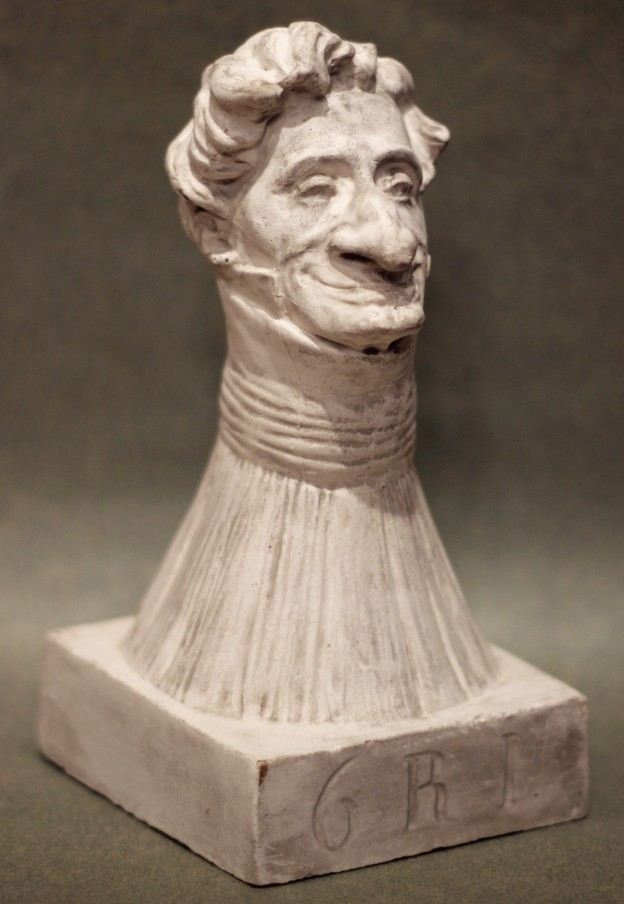
シャルル・シセリ-舞台監督
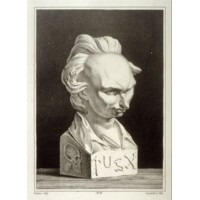
ヴィクトル・ユーゴー
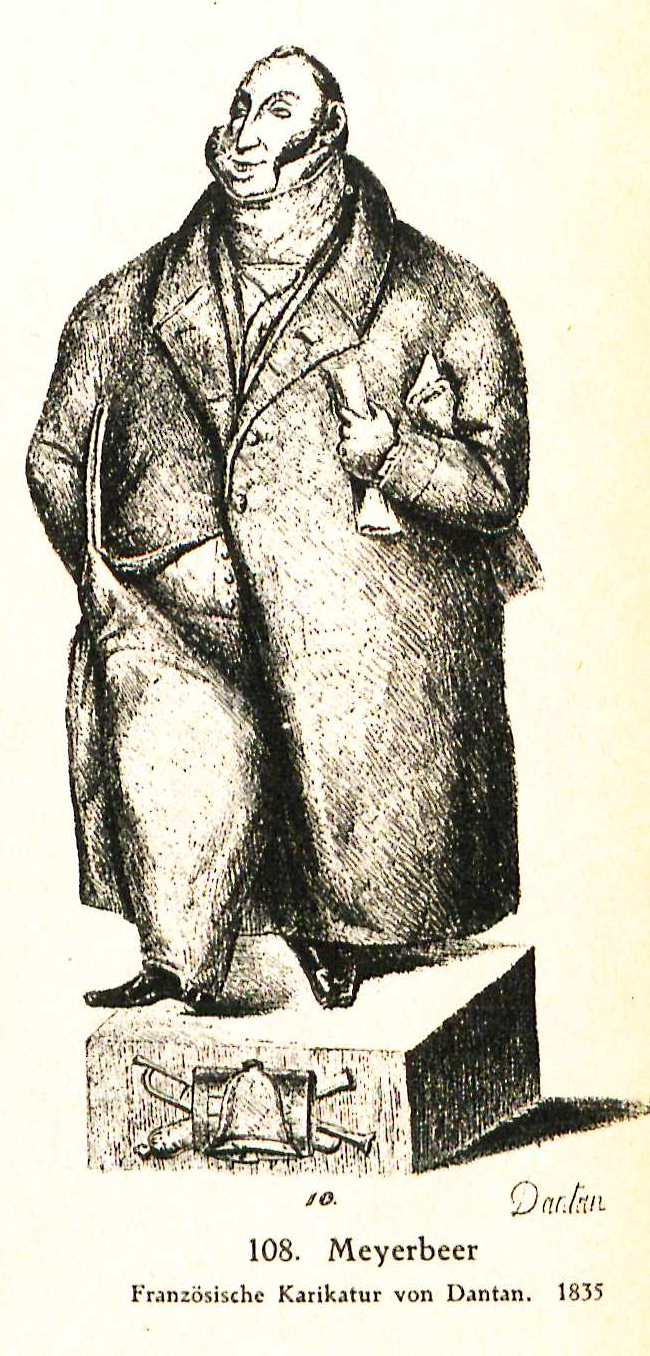
ジャコモ・マイアベーア